# Trzebiec (Tychowo)
Trzebiec (deutscher Name Neuhof bei Vietzow, Kreis Belgard) ist ein Dorf in der polnischen Woiwodschaft Westpommern. Es gehört zur Gemeinde Tychowo (Groß Tychow) im Kreis Białogard (Belgard).

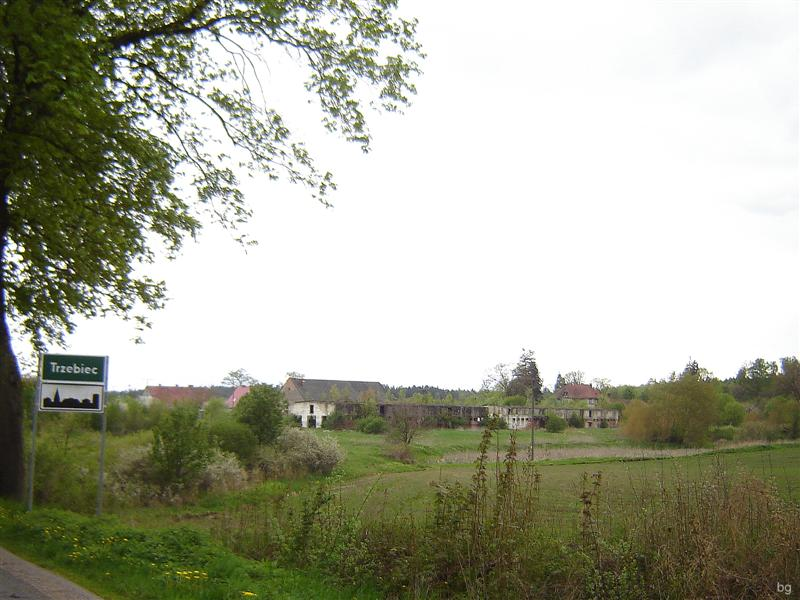
Blick auf Trzebiec (Neuhof)

Trzebiec in der Gemeinde Tychowo (das nicht zu verwechseln ist mit Trzebiec in der Gemeinde Białogard) liegt im Tal der Parsęta (Persante), 17 Kilometer von der Kreisstadt Białogard entfernt. Bis nach Tychowo, das neben Podborsko (Kiefheide) auch die nächste Bahnstation an der Bahnstrecke Szczecinek–Kołobrzeg ist, sind es acht Kilometer. Das Dorf Trzebiec liegt sechs Kilometer östlich der Woiwodschaftsstraße 163 zwischen Białogard und Połczyn-Zdrój (Bad Polzin).

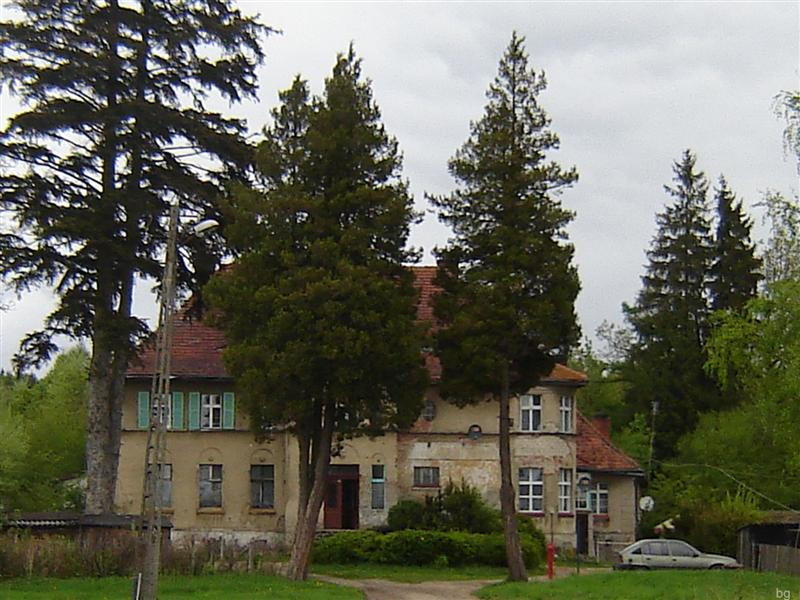
Das ehemalige Gutshaus in Trzebiec (Neuhof)

Neuhof war früher ein Vorwerk der Gemeinde Vietzow (polnisch: Wicewo) und ist bis heute mit diesem Ort eng verbunden. Bis 1945 gehörte der Ort zum Amtsbezirk Vietzow im Landkreis Belgard (Persante) und zum Standesamtsbezirk Wutzow und Amtsgerichtsbereich Belgard. Nach 1945 kam der Ort infolge des Krieges in polnische Hand und ist heute eine Ortschaft in der Gmina Tychowo im Powiat Białogardzki.
Kirchlich gehörte Neuhof bis 1945 zum Kirchspiel Woldisch Tychow (Tychówko) im Kirchenkreis Belgard in der Kirchenprovinz Pommern der evangelischen Kirche der Altpreußischen Union. Heute ist Trzebiec Teil des Kirchspiels Koszalin (Köslin) in der Diözese Pommern-Großpolen der polnischen Evangelisch-Augsburgischen Kirche.